# アル・ホール
アル＝ホール（アラビア語: الخور、al-Khor）は、カタール北部にある都市。一般的なラテン文字表記はAl-Khor。
カタール半島東海岸のペルシア湾に面した港町で、カタールの首都ドーハから北に50kmに位置する。
ハマド前首長妃でタミーム現首長の母モウザ・ビント・ナーセル・アル＝ミスナドの出身地である。

## 人口構成
外国人が大多数で、特にインド、パキスタン、バングラデシュ、フィリピンからの労働者が多い。

## 気候
砂漠気候に属し、5月から9月の平均気温は40°Cを超える。

## スポーツ
サッカーのカタール・スターズリーグに属するアル・ホールSCが存在しており、アル・ホールSC・スタジアムを本拠地としている。なお、2020-21シーズンには元日本代表の小林祐希もクラブに在籍していた。

## 交通
- ムワーサラート社により、路線バスが運行されている。
- ドーハからも、ムワーサラート社により路線バスが運行されている。